# Aéroport de Karlsruhe-Baden-Baden
L'aéroport de Karlsruhe Baden-Baden (code IATA : FKB • code OACI : EDSB), aussi nommé Baden-Airpark, est un aéroport commercial situé à l'ouest de Baden-Baden dans le Bade-Wurtemberg et au nord de Strasbourg, côté allemand.

## Présentation

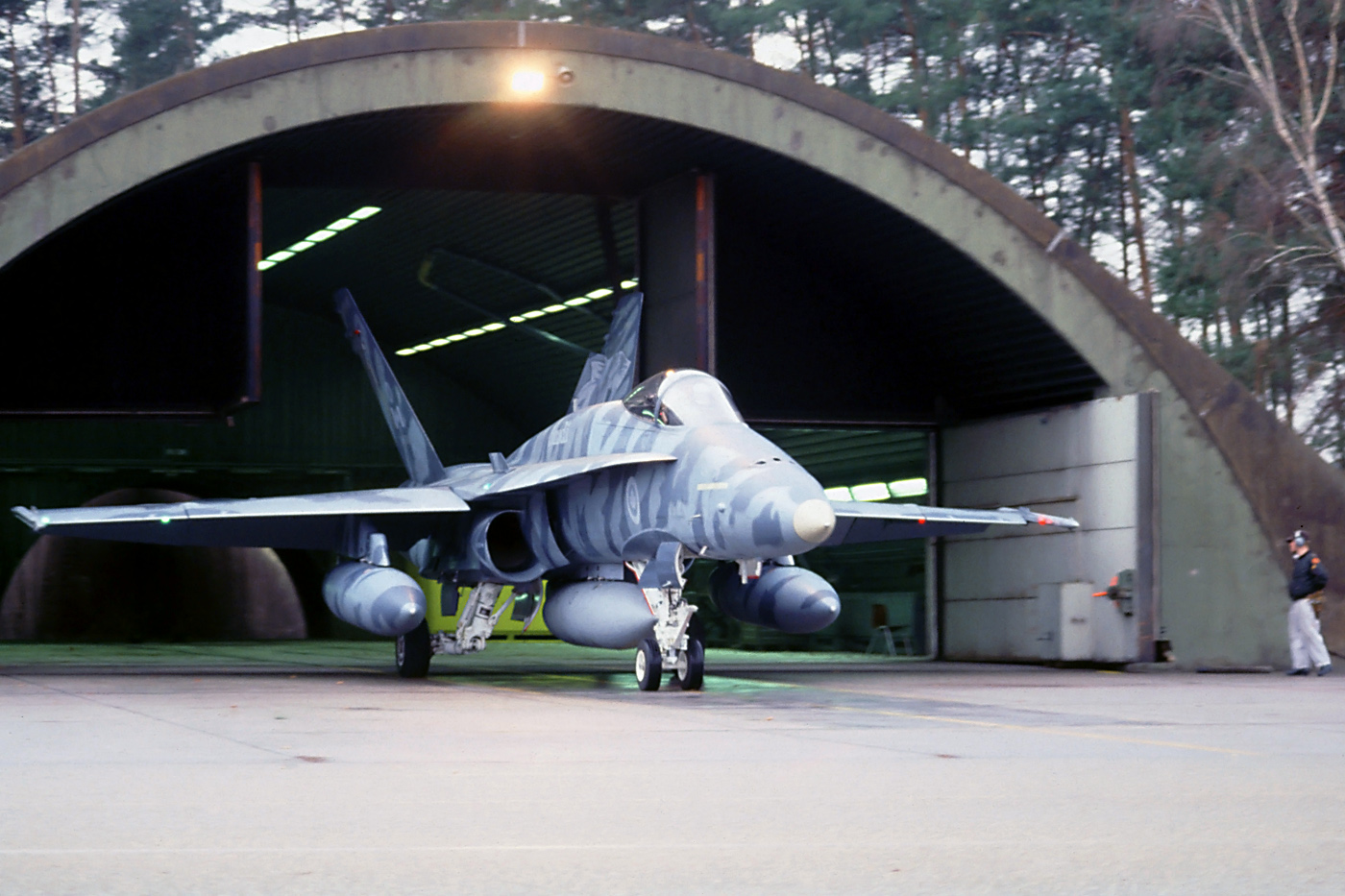
19 janvier 1993, départ vers le Canada des 24 McDonnell Douglas CF-18 Hornet du 429e escadron alors basés à CFB Baden–Soellingen.

L'aéroport a commencé son exploitation civile en 1997, à partir des infrastructures de CFB Baden-Soellingen (en), un ancien aéroport militaire canadien qui a été opérationnel entre 1953 et le 31 mars 1993.
- En 2006, plus de 835 000 passagers y sont passés, 17,4 % de plus qu'en 2005. Il est principalement desservi par des compagnies aériennes à bas prix.
- La capacité à l'heure actuelle est de 1 500 000 passagers.

Il y a un hôtel de la chaîne B&B  devant le terminal.

## Statistiques
Pour des raisons techniques, il est temporairement impossible d'afficher le graphique qui aurait dû être présenté ici.

Voir la requête brute et les sources sur Wikidata.

## Situation
| Berlin · Brandebourg EuroAirport Basel-Mulhouse-Freiburg Freiburg · City Brême Cassel Cologne · Bonn Dortmund Dresde Düsseldorf Erfurt Francfort-Hahn Francfort · sur-le-Main Friedrichshafen Hambourg Hanovre Heringsdorf Karlsruhe · Baden-Baden Leipzig Lübeck Memmingen Munich Münster · Osnabrück Nuremberg Paderborn · Lippstadt Rostock Sarrebruck Stuttgart Sylt Weeze Mannheim |

## Compagnies et destinations
| Compagnies        | Destinations |
| ----------------- | --- |
| Bees Airlines     | Bucarest-H. Coandă |
| Corendon Airlines | En saison : Antalya |
| Enter Air         | En saison charter: - Fuerteventura, - Héraklion-N. Kazantzákis, - Kos, - Las Palmas/Gran Canaria, - Palma de Majorque, - Rhodes-Diagoras |
| Eurowings         | En saison: Palma de Majorque |
| Ryanair           | - Alicante-Elche, - Bari-Karol Wojtyła, - Bergame-Orio al Serio, - Faro, - Fès-Saïss, - Gérone-Costa Brava, - Londres-Stansted, - Malaga-Costa del Sol, - Palma de Majorque, - Porto-F. Sá-Carneiro, - Séville-San Pablo, - Sofia-Vrajdebna, - Stockholm-Arlanda, - Tel Aviv - Ben Gourion, - Thessalonique-Makedonía, - Valence, - Zagreb-Pleso En saison : - Agadir-Al Massira, - Cagliari, - Corfou-I. Kapodístrias, - Lamezia Terme, - Las Palmas/Gran Canaria, - Malte, - Palerme Falcone-Borsellino, - Ténériffe-Sud Reine Sofia, - Trapani-V. Florio (Birgi), - Zadar |
| Wizz Air          | - Belgrade-Nikola-Tesla, - Priština, - Sibiu, - Skopje, - Timişoara-T. Vuia, - Tirana, - Tuzla, - Varna |

Actualisé le 30/07/2023

## Accès
L'aéroport est joignable depuis Karlsruhe par l'autoroute A5 et la France par l'autoroute A35. Depuis Strasbourg, une navette propose des transferts soit depuis le domicile ou bureau ou alors à horaires réguliers (sur réservation), devant l'hôtel Hilton et la gare centrale.
L'aéroport n’est pas desservi par le train mais des lignes de bus relient l'aéroport aux gares de Baden-Baden ou Rastatt.

## Base Ryanair
En 2025, la plateforme aéroportuaire accueille 4 avions de la compagnie Ryanair, en faisant sa 3e base en Allemagne.